# Kaschtanka

Ägyptische Pyramide (Dmitri Lyndin, 2008) am Eingang zum Gorki-Park in Taganrog

Kaschtanka (russisch Каштанка) ist eine Tiergeschichte des russischen Schriftstellers Anton Tschechow, die am 25. Dezember 1887 in der Sankt Petersburger Zeitung Nowoje wremja abgedruckt wurde. Eine Übertragung ins Deutsche von Wladimir Czumikow erschien 1901 bei Diederichs in Leipzig.

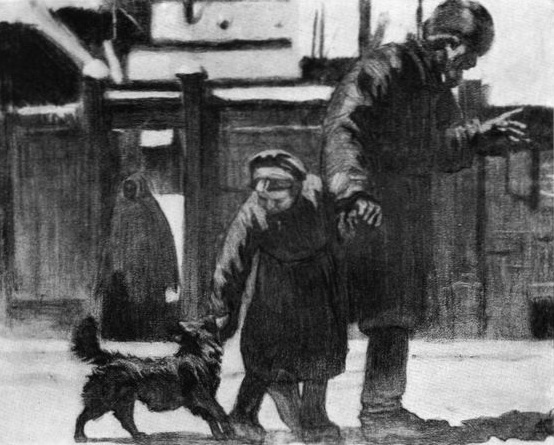
Illustration zu Kaschtanka
von Dmitri Kardowski anno 1903

## Handlung
Die fuchsrote Hündin Kaschtanka, so „eine Kreuzung von Dackel und Bauernköter“, kann Musikkapellenlärm nicht ausstehen. Als sie ihr Herrchen, der Tischler Luka Aleksandrytsch, auf einen Tagesmarsch zu den Kunden durch die ganze Stadt mitnimmt, reißt sie unterwegs vor dem Getöse einer Militärkapelle aus.
Mr. George liest Kaschtanka auf. Die verängstigte Hündin wird zwar von ihrem neuen Herrn besser gefüttert als vom gelegentlich betrunkenen Tischler Luka Aleksandrytsch, doch das Tier wird dafür täglich stundenlang unterrichtet. Zum Beispiel wird zusammen mit dem Schwein Chawronja Iwanowna, dem Kater Fjodor Timofeitsch und dem Gänserich Iwan Iwanytsch eine Kunstfigur namens Ägyptische Pyramide einstudiert.
Der am Schluss der Erzählung geschilderte Zirkusauftritt Kaschtankas misslingt. Fedjuschka, der Sohn des Tischlers, ruft aus der Galerie herunter: „Papa, das ist doch Kaschtanka!“ Die kleine Hündin ist nicht mehr zu halten, erklimmt die Galerie und begleitet ihr altes Herrchen Luka Aleksandrytsch erfreut nach Hause.

## Verfilmungen
- 1926, Sowjetunion: Kaschtanka, Schwarzweißfilm von Olga Iwanowna Preobraschenskaja[2],
- 1952, Sowjetunion: Kaschtanka[3], Animationsfilm (30 min) von Michail Zechanowski, hergestellt im Moskauer Trickfilmstudio[4],
- 1975, Sowjetunion: Kaschtanka, Film von Roman Balajan[5],
- 2004, Russland: Kaschtanka[6], Animationsfilm von Natalja Olawa[7][8].

## Rezeption
- 30. April 2003, Gisela Reller: Ein kleiner Hund und eine ägyptische Pyramide
- 13. Januar 2005, Klaus Doderer in der Zeit: Thomas Mann empfiehlt

## Deutschsprachige Ausgaben
- Kaschtanka. Erzählung. Zeichnungen von D. Kardowskij. Aus dem Russischen übertragen von N. Ludwig. 70 Seiten. SWA-Verlag[A 2], Berlin 1949
- Kaschtanka und andere Kindergeschichten. Ausgewählt und übersetzt von Peter Urban. Mit Zeichnungen von Tatjana Hauptmann. 156 Seiten, Diogenes Verlag, Zürich 2004, ISBN 978-3-257-01107-4[9]

### Verwendete Ausgabe
- Kaschtanka. S. 25–56 in A. P. Tschechow: Meistererzählungen. Deutsch von Reinhold Trautmann. 431 Seiten (enthält noch: Die Austern. Der Tod des Beamten. Ein bekannter Herr. Wanjka. Im Alter. Kummer. Die Totenmesse. Gussew. In der Verbannung. Die Dame mit dem Hündchen. Jonytsch. Herzchen. Der Student. Der schwarze Mönch. Die Bauern. Ein Fall aus der Praxis. Die Stachelbeeren. In der Schlucht. Die Erzählung des Obergärtners). Dieterich’sche Verlagsbuchhandlung, Leipzig 1953 (Aufl. 1961, 27 Seiten, Vorwort von J.F. und R.M.), ohne ISBN